# Чертаны (Малые)
Чертаны (Малые Чертаны) — озеро в России. Находится в Первомайском районе Томской области, к северу от села Комсомольск, на правобережье реки Чулым ниже деревни Балагачево, к юго-востоку от места впадения Чичкаюла в реку Чулым. Площадь 2,39 км². К западу от озера проходит железнодорожная ветка Томск — Белый Яр. На берегу озера расположена заимка «Малые Чертаны». В озере обитает речной окунь, щука, чебак. Тюркское чуртаны / чорталы / чертанлы / чортанлыг означает «щучье» (тат. чуртан — щука, щучий).